# Pseudolabrus
Pseudolabrus ist eine Gattung von Lippfischen, die in den gemäßigt temperierten und subtropischen Gewässern des südlichen Indopazifik und des nördlichen Pazifik vorkommt. Die in subtropischen Gewässern lebenden Arten dieser Gattung erreichen Längen von 20, die in kühleren Regionen lebenden Arten von 30 Zentimeter. Der Körper der Fische ist von großen Cycloidschuppen bedeckt, die an der Basis der Rückenflosse und der Afterflosse sehr schmal sind. 

## Verbreitung
Drei Arten der Gattung leben an den Küsten Japans, Südkoreas, Chinas, Taiwans und im Südchinesischen Meer, das Verbreitungsgebiet der neun anderen erstreckt sich von den Kermadecinseln über die Küsten Australiens und Neuseelands bis zu den Juan-Fernández-Inseln. Einige dieser Arten sind Endemiten und leben nur bei Neuseeland, Rapa Iti, der Osterinsel oder den Juan-Fernández-Inseln. Die Tropen zwischen 20° nördlicher und 20° südlicher Breite meiden sie. Im Norden gehen sie bis 35° nördlicher Breite, im Süden bis 40°, eine neuseeländische Art bis 50° südlicher Breite.

## Lebensweise
Pseudolabrus-Arten leben an Felsriffen, vor allem im flachen Wasser manchmal jedoch auch in Tiefen von mehr als 100 Metern. Jungfische leben versteckt zwischen Algen, ausgewachsene Tiere zeigen sich offen. Die Männchen sind territorial und leben mit mehreren Weibchen und Jungfischen zusammen. Stirbt das Männchen, so vollzieht das größte Weibchen eine Geschlechtsumwandlung durch und nimmt dessen Position ein. Die Fische ernähren sich räuberisch von einem breiten Spektrum von wirbellosen Tieren wie Würmern und Weichtieren. 

## Systematik
Pseudolabrus ist mit den im gleichen Gebiet vorkommenden Gattungen Austrolabrus, Dotalabrus, Eupetrichthys, Notolabrus und Pictilabrus sehr nahe verwandt und bildet mit diesen die Unterfamilie Pseudolabrinae.

### Arten
- Weißband-Lippfisch (Pseudolabrus biserialis) (Klunzinger, 1880)
- Kanton-Lippfisch (Pseudolabrus eoethinus) (Richardson, 1846)
- Fuentes Lippfisch (Pseudolabrus fuentesi) (Regan, 1913)
- Gays-Lippfisch (Pseudolabrus gayi) (Valenciennes, 1839)
- Günthers Lippfisch (Pseudolabrus guentheri) Bleeker, 1862
- Pseudolabrus japonicus (Houttuyn, 1782)
- Gold-Lippfisch (Pseudolabrus luculentus) (Richardson, 1848)
- Weißkiemen-Lippfisch (Pseudolabrus miles) (Schneider & Forster, 1801)
- Pseudolabrus rubicundus (Macleay, 1881)
- Sattel-Lippfisch (Pseudolabrus semifasciatus) (Rendahl, 1921)
- Siebolds Lippfisch (Pseudolabrus sieboldi) Mabuchi & Nakabo, 1997
- Rapa-Lippfisch (Pseudolabrus torotai) Russell & Randall, 1981